# IV Cephei
IV Cephei eller Nova Cephei 1971 var en snabb nova i stjärnbilden Cepheus. 
Novan upptäcktes den 6 juli 1971 av den japanske astronomen Y. Kuwano. Den nådde magnitud +7,0 i maximum och avklingade sedan snabbt. Den är nu en stjärna av 19:e magnituden. 